# Samsung Gear
Samsung Gear — семейство умных часов от Samsung.

## Часы

### Samsung Galaxy Gear
Samsung Galaxy Gear — первая модель умных часов в семействе Samsung Gear, которые были анонсированы на мероприятии Samsung Unpacked в Берлине, Германия, 4 сентября 2013 года и были выпущены 25 сентября 2013 года. Первоначально модель была выпущена с операционной системой Android, но позднее стало доступно и для операционной системы Tizen.
- Дисплей: 1.63" Super AMOLED (320x320)
- Память: 4 ГБ
- ОЗУ: 512 МБ

### Samsung Gear 2
22 февраля 2014 года Samsung объявила о выпуске умных часов серии Samsung Gear 2, состоящей из Samsung Gear 2 и Samsung Gear 2 Neo. 11 апреля 2014 года были выпущены умные часы на ОС Tizen. Основные отличия двух умных моделей заключаются в том, что Gear 2 имеет стальной корпус и включает в себя камеру, а Gear 2 Neo изготовлен из пластика и не имеет камеры.
- Дисплей: 1.63" Super AMOLED (320x320)
- Процессор: Samsung Exynos 3250 Dual
- Память: 4 ГБ
- ОЗУ: 512 МБ

### Samsung Gear Fit
Фитнес-браслет Samsung Gear Fit был выпущен 11 апреля 2014 года и работает на пользовательской RTOS (операционная система реального времени).
- Дисплей: 1.84" изогнутый Super AMOLED (432x128)
- Память: 4 ГБ[1]
- Ёмкость аккумулятора: 210 мА⋅ч

### Samsung Gear Live
25 июня 2014 года Samsung и Google анонсировали Samsung Wear на базе умных часов Samsung Gear Live. Устройство было выпущено в тот же день.
- Дисплей: 1.63" Super AMOLED (320x320)
- Процессор: Qualcomm Snapdragon 400
- Память: 4 ГБ
- ОЗУ: 512 МБ
- Ёмкость аккумулятора: 300 мА⋅ч

### Samsung Gear S
28 августа 2014 года Samsung объявила о выпуске умных часов Samsung Gear S, основанных на Tizen. Устройство является преемником семейства умных часов Samsung Gear 2.
- Дисплей: 2.0" изогнутый Super AMOLED (360x480)
- Процессор: Qualcomm Snapdragon 400
- Память: 4 ГБ
- ОЗУ: 512 МБ
- Ёмкость аккумулятора: 300 мА⋅ч

### Samsung Gear S2
Samsung Gear S2 были выпущены 2 октября 2015 года и работают под управлением операционной системы Tizen. Семейство Gear S2 состоит из Gear S2 и Gear S2 Classic.
- Дисплей: 1.2" круглый Super AMOLED (360x360)
- Память: 4 ГБ
- ОЗУ: 512 МБ

### Samsung Gear Fit 2
2 июня 2016 года Samsung выпустила фитнес-браслет Samsung Gear Fit 2 основанный на ОС Tizen в качестве преемника Samsung Gear Fit 2014.
- Дисплей: 1.5" изогнутый Super AMOLED (432x216)
- Память: 4 ГБ
- ОЗУ: 512 МБ[2]
- Ёмкость аккумулятора: 200 мА⋅ч

### Samsung Gear S3
31 августа 2016 года Samsung анонсировала линейку Gear S3, состоящую из Gear S3 Classic и Gear S3 Frontier. Оба модели часов работают под управлением операционной системы Tizen, имеют водостойкость, GPS и датчики контроля сердечного ритма.
- Дисплей: 1.3" круглый Super AMOLED (360x360)
- Процессор: Samsung Exynos 7270
- Память: 4 ГБ
- ОЗУ: 768 МБ
- Ёмкость аккумулятора: 380 мА⋅ч

### Samsung Gear Sport
В августе 2017 года Samsung анонсировала Samsung Gear Sport.
- Дисплей: 1.2" круглый Super AMOLED (360x360)
- Процессор: Samsung Exynos 7270 Dual
- Память: 4 ГБ
- ОЗУ: 768 МБ
- Ёмкость аккумулятора: 300 мА⋅ч
- Цвет: чёрный и синий[4]

### Samsung Gear Fit2 Pro
В августе 2017 года Samsung объявила о выпуске Samsung Gear Fit2 Pro вместе с Samsung Gear Sport.